# The Venezia
The Venezia alternativt The Venezia Tower är ett hotell som ligger på tomten av kasinot The Venetian Las Vegas i Paradise, Nevada i USA. Den ägs av Vici Properties och drivs av Apollo Global Management. Hotellet har totalt 1 013 hotellsviter, en restaurang och ett kapell för vigslar.
På början av 2000-talet tyckte Las Vegas Sands att The Venetians hotellverksamhet behövde utökas och bestämde då att uppföra hotellet The Venezia. Det blev placerat på ett parkeringshus som var tio våningar högt. Bygget inleddes 2002 och stod klar den 27 juni 2003 till en kostnad av $275 miljoner. Hela byggnadsstrukturen är 24 våningar hög. Den 22 februari 2022 sålde Las Vegas Sands princip alla sina större tillgångar i Nevada och USA, det vill säga The Palazzo, The Venetian Convention and Expo Center, The Venetian Las Vegas, The Venezia samt sin del av MSG Sphere at The Venetian, till Vici Properties för fyra miljarder dollar. Riskkapitalbolaget Apollo Global Management förvärvade facility management-rättigheterna till tillgångarna för 2,25 miljarder dollar.